# ISO 3166-2:JM
ISO 3166-2:JM è uno standard ISO che definisce i codici geografici delle suddivisioni della Giamaica; è un sottogruppo dello standard ISO 3166-2.
I codici, assegnati alle 14 parrocchie, sono formati da JM- (sigla ISO 3166-1 alpha-2 dello Stato), seguito da due cifre.

## Codici
| Codice | Parrocchia      |
| ------ | --------------- |
| JM-13  | Clarendon       |
| JM-09  | Hanover         |
| JM-01  | Kingston        |
| JM-12  | Manchester      |
| JM-04  | Portland        |
| JM-02  | Saint Andrew    |
| JM-06  | Saint Ann       |
| JM-14  | Saint Catherine |
| JM-11  | Saint Elizabeth |
| JM-08  | Saint James     |
| JM-05  | Saint Mary      |
| JM-03  | Saint Thomas    |
| JM-07  | Trelawny        |
| JM-10  | Westmoreland    |